# Conopalpus brevicollis
Conopalpus brevicollis is een keversoort uit de familie zwamspartelkevers (Melandryidae). De wetenschappelijke naam van de soort werd in 1855 gepubliceerd door Ernst Gustav Kraatz.